# 中国共产党上海市委员会保密委员会办公室
中国共产党上海市委员会保密委员会办公室简称上海市委保密办，是中共上海市委保密委员会的办事机构，与主管上海市涉密资料保密工作的上海市人民政府下属机构上海市国家保密局一个机构两块牌子，内设5个处室，直属1个事业单位，公开的机关办公地点为黄浦区福州路185号。

## 机构沿革
1988年初，国家保密局成立。随后，第七届全国人大常委会第三次会议审议通过《中华人民共和国保密法》，1989年5月1日起施行。同年，上海市国家安全局成立。上海市保密局同时也是上海市委保密委员会办公室，列在党委机构之中，由上海市委领导管理，国家保密局仅负责业务指导。

## 主要职能
- 贯彻执行党中央、国务院及市委、市政府有关保密工作的方针、政策、决定、指示。
- 承办市委保密委员会的日常工作；依法履行保密行政管理职能；负责向市委、市政府提出改进和加强保密工作的意见。
- 制定本市保密工作计划并组织实施；指导全市各单位的保密工作；监督、指导本市各单位对国家秘密事项的管理。
- 根据国家有关法律、法规、研究起草本市保密方面的法规、规章草案；开展新形势下保密工作的理论、政策研究。
- 负责国家秘密的管理及其密级的鉴定工作；监督检查本市行政区域内各单位贯彻执行《保密法》的情况，对严重泄密事件进行查处，并协助有关单位做好补救工作。
- 研究制定本市保密技术的发展规划；依法开展对通信、办公自动化设备的保密技术检查；指导各单位采取保密防范技术措施。
- 负责组织保密法律、法规的宣传教育，开展保密教育培训工作；负责本市有关保密方面的法规、规章的咨询工作。
- 组织协调有关部门研究制定重大涉外活动、重要项目的保密措施，并负责监督检查。[1]

## 机构设置

### 内设机构
- 办公室
- 查办处
- 宣法处
- 保密技术处
- 保密技术检查中心

### 直属事业单位
- 上海市国家秘密载体销毁中心